# بريناري إلمري
بريناري إلمري (الاسم العلمي:Parinari elmeri) هو نوع من النباتات يتبع جنس البريناري من فصيلة البلوطية الذهبية.